# Closer (álbum de Joy Division)
Closer es el segundo y último álbum de estudio de la banda británica Joy Division. Fue lanzado en 1980 y es considerado uno de los discos más importantes del movimiento post-punk. Fue originalmente programado para publicarse el 8 de mayo de 1980, pero llegó a las tiendas en julio de ese mismo año, poco después del suicidio del cantante y líder de la banda, Ian Curtis. Fue lanzado  originalmente por Factory Records y alcanzó el puesto número 6 en el UK Albums Chart.
El álbum fue producido por Martin Hannett y tiene un sonido mucho más sombrío que su antecesor, Unknown Pleasures, donde los sintetizadores y efectos de estudio toman un papel protagónico. Las canciones, en su mayoría, tienen una desesperada y profunda atmósfera fúnebre, lo que está reflejado en la portada diseñada por Peter Saville de una tumba del Cementerio de Staglieno, a pesar de que la hizo sin haber escuchado aún ninguna canción del álbum.
En 2003, en una edición especial, la revista Rolling Stone posicionó el álbum en el puesto 157 de su lista de los 500 mejores álbumes de todos los tiempos.

## Lista de canciones
Todas las canciones escritas y compuestas por Joy Division. 
| Cara A |                       |          |  |
| N.º    | Título                | Duración |  |
| 1.     | «Atrocity Exhibition» | 6:06     |  |
| 2.     | «Isolation»           | 2:53     |  |
| 3.     | «Passover»            | 4:46     |  |
| 4.     | «Colony»              | 3:55     |  |
| 5.     | «A Means To An End»   | 4:07     |  |

| Cara B |                     |          |  |
| N.º    | Título              | Duración |  |
| 6.     | «Heart And Soul»    | 5:51     |  |
| 7.     | «Twenty Four Hours» | 4:26     |  |
| 8.     | «The Eternal»       | 6:07     |  |
| 9.     | «Decades»           | 6:10     |  |

## Personal
- Ian Curtis - voz, guitarra en "Heart and Soul"
- Bernard Sumner - guitarra, sintetizador, bajo en "Atrocity Exhibition"
- Peter Hook - bajo, guitarra en "Atrocity Exhibition"
- Stephen Morris - batería
- Martin Hannett	 - productor, ingeniero
- Michael Johnson	 - asistente
- Bernard Pierre Wolff	 - fotografía
- John Caffery	 - ingeniero